# Chironomus nocturnalis
Chironomus nocturnalis är en tvåvingeart som beskrevs av Jean-Jacques Kieffer 1911. Chironomus nocturnalis ingår i släktet Chironomus och familjen fjädermyggor.
Artens utbredningsområde är Egypten. Inga underarter finns listade i Catalogue of Life.